# Sint-Magnuskerk (Sande)
De Sint-Magnuskerk (St.-Magnus-Kirche) is de kerk van de lutherse gemeente in de gemeente Sande in het Landkreis Friesland (Nedersaksen). Het in 1351 op een warft gebouwde godshuis is het oudste gebouw van Sande.

## Geschiedenis
De eerste kerk van Sande werd rond 1170 tijdens de twist tussen de gouwen Rüstringen en Östringen verwoest. De opvolger van deze kerk werd na 150 jaar al bouwvallig, zodat de huidige en derde kerk moest worden gebouwd.
De vrij van de kerk staande klokkentoren werd aanmerkelijk later opgericht en wordt op het einde van de 16e eeuw gedateerd. In de circa 30 meter hoge toren hangen drie bronzen klokken uit 1522, 1664 en 1756.
In Sande verliep de reformatie van de katholieke naar de lutherse leer rustig. In 1531 stond er voor het eerst een protestantse predikant in de kerk.
Het kerkgebouw liep tijdens de Tweede Wereldoorlog geen noemenswaardige schade op. In 1991 volgde een nauwgezette renovatie en in het jaar 2001 werd het 650-jarig jubileum gevierd.

## Archtitectuur

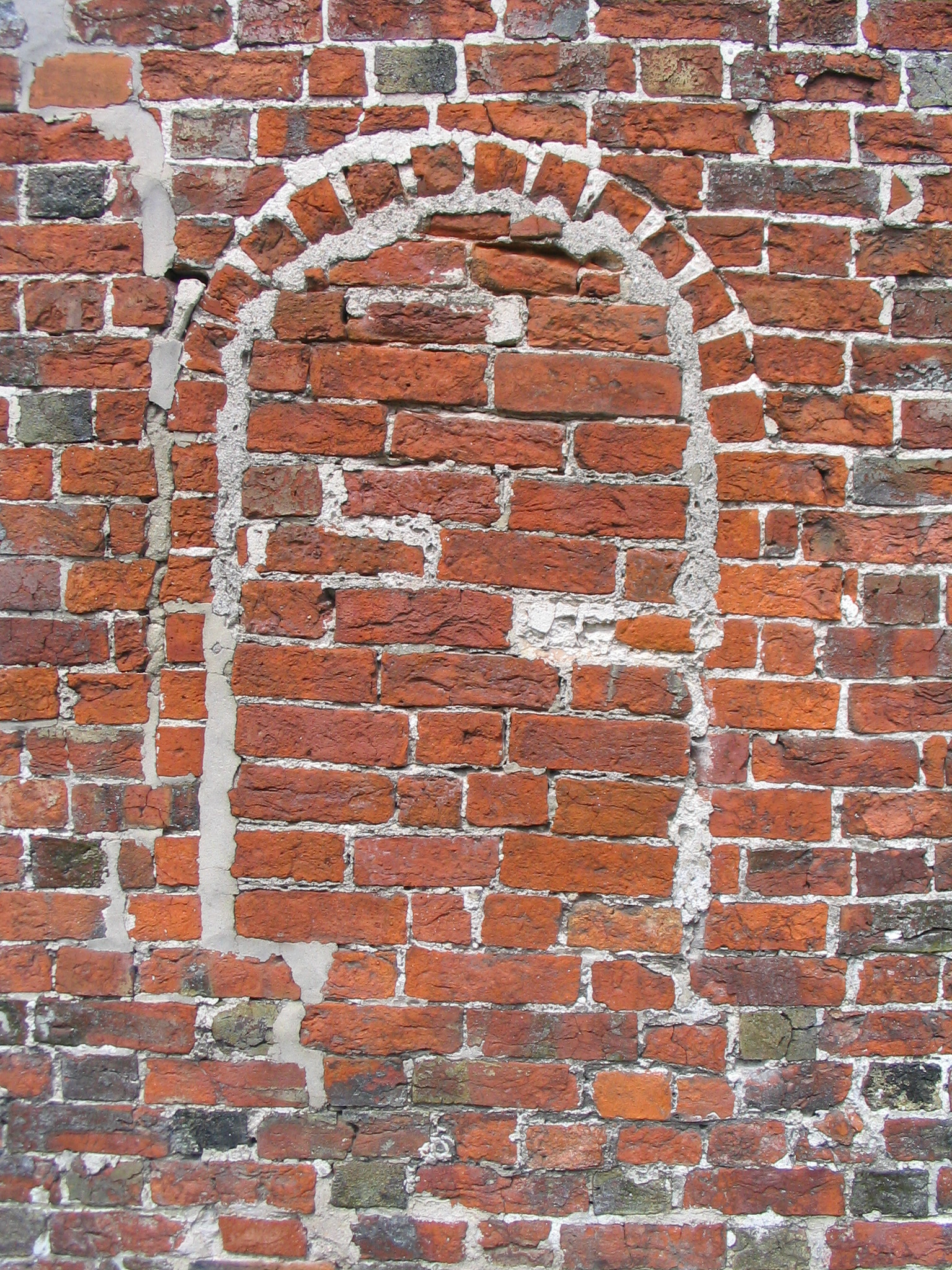
Hagioscoop

De Magnuskerk werd als een kleine zaalkerk met een apsis gebouwd. De oudste delen hebben een romaanse oorsprong, het kerkschip heeft echter gotische invloeden. In het oostelijke deel van de zuidelijke muur bevindt zich een tegenwoordig dichtgemetselde hagioscoop. De overwegend barokke inrichting stamt uit de 17e eeuw.

## Interieur
Het altaar, de kansel en het doopvont zijn geschonken door de families Kerker en Hillers en dateren uit de bloeitijd van de barok. Het altaarstuk is afkomstig uit de werkplaats van de bekende Duitse houtsnijder Jacob Cröpelin uit Esens. Het doopvont werd in 1647 door een onbekende Deense kunstenaar gemaakt.

## Orgel
Het oorspronkelijke orgel werd in 1688 vermoedelijk door Joachim Kayser met zes registers gebouwd. Dit orgel werd in 1886 vervangen door de orgelbouwer Johann Martin Schmid uit Oldenburg. Het instrument bezat twee manualen verdeeld over tien registers en pedaal. De frontpijpen werden in 1917 verwijderd en in 1922 weer door gealuminiseerde zinken pijpen vervangen. In 1959 werd het orgel door de firma Alfred Führer uit het naburige Wilhelmshaven gerenoveerd. Daarbij werd de dispositie van het instrument in de huidige staat gewijzigd.
In 2012 volgde een renovatie van het orgel door de firma Wurm uit Neustadtgödens. De hiervoor benodigde middelen werden door schenkingen bijeengebracht.
De dispositie luidt als volgt:
| I Manuaal C–f3 |      |
| Principaal     | 8′   |
| Roerfluit      | 8′   |
| Oktaaf         | 4′   |
| Flachfluit     | 2′   |
| Mixtuur IV     | 1/3′ |
| Trompet        | 8′   |

| II Manuaal C–f3 |    |
| Gedekt          | 8′ |
| Quintade        | 8′ |
| Principaal      | 4′ |
| Blokfluit       | 2′ |
| Sesquialtera II |    |

| Pedaal C–c1 |     |
| Subbas      | 16′ |
| Oktaafbas   | 8′  |
| Fluit       | 4′  |
| Nachthoorn  | 2′  |

- Koppels: II/I, I/P